# 釈老志
「釈老志」（しゃくろうし）は、中国北魏の正史『魏書』に立てられた志の名称で、北魏までの仏教「釈」と道教「老」の歴史が記されている。この種の仏教道教関係の篇目が立てられるのは、儒教を正統としてきた「中国正史」においては、極めて異例のことである。
正史での同種の篇目には、『元史 釈老伝』が在るのみである。

## 内容

### 仏教部分
「釈老志」では、中国への仏教の初伝を、漢の武帝の元狩年間（前122年 - 前117年）に匈奴の討伐に向かった霍去病が、5万の民と共に降伏してきた昆邪王によって「金人」を獲得し、甘泉宮で祀ったという記述に求めている。続いて大月氏国に派遣された張騫が「浮屠の教」の話を聞いたこと、哀帝の元寿元年（前2年）に大月氏の使者である伊存から「浮屠経」の口授を受けたことを記す。その後、後漢の明帝代の白馬寺、『四十二章経』の事が続いている。
次に仏教に関する概説や仏伝、アショカ王のストゥーパ、経典・論部などに関する記述が続く。
その次は、楚王英の「浮屠の仁祠」に対する信仰のさまを述べ、魏晋の時代の竺法護らの外国僧を中心とした活動について記している。その後、釈道安・慧遠と鳩摩羅什、北魏の道武帝時代の竺僧朗教団などについて述べた後、明元帝代の趙郡の法果が皇帝の尊崇を受けたさま、法果が「皇帝こそ現今の如来だ。僧徒はみな皇帝に対して礼敬を尽くすのが当然だ」という北朝仏教の特色を現す言葉を述べたという事実を記している。
更に鳩摩羅什の一門の活動、法顕の求法などを記し、太武帝の廃仏（三武一宗の廃仏の第一）に関わる内容へと続いている。その後は、沙門統の曇曜を中心とした雲岡石窟などの仏教復興のさまが描かれ、孝文帝時代の仏教、霊太后の仏教統制や龍門石窟、永寧寺の事に及ぶ。
撰者である魏収の立場を反映して、記述は東魏の仏教の様で終るが、その最後が避役を目的とした偽濫僧や私度僧の弊害に関する記述で締めくくられているところにも、その当時の仏教に関する問題点が表れており、本書が単なる仏教を賛美する内容に終始していないことを示している。

## 英訳
- Leon Hurvitz (translator), Treatise on Buddhism and Taoism : an English translation of the original Chinese text of Wei-shu CXIV and the Japanese annotation of Tsukamoto Zenryû, Jimbunkagaku Kenkyusho, Kyoto University, 1956. 仏教部分の英訳。